# Albert Knebel von Treuenschwert

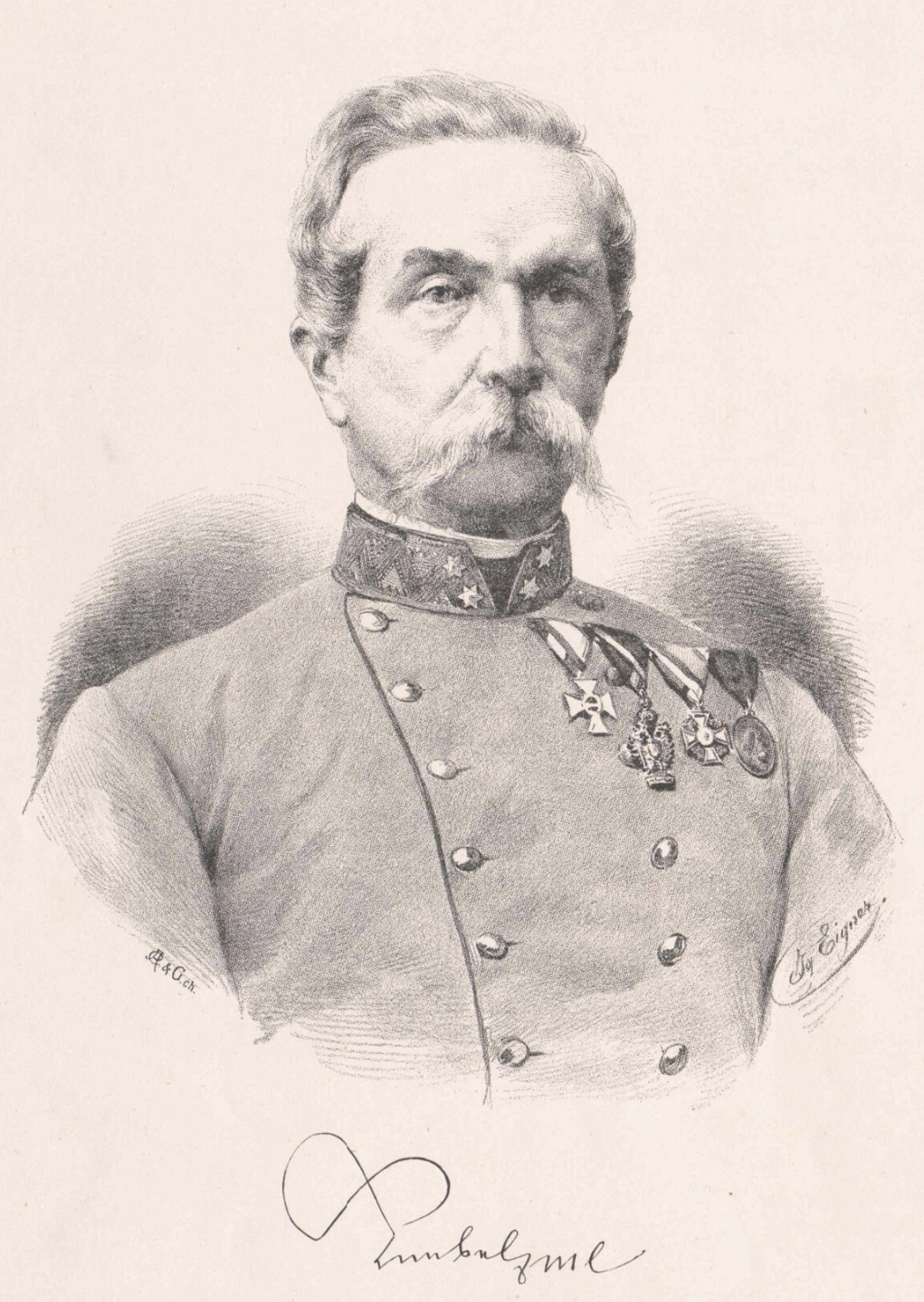
Albert Freiherr Knebel von Treuenschwerdt (I. Eigner)

Albert Freiherr Knebel von Treuenschwert (* 23. Mai 1817 in Essegg; † 25. November 1890 in Wien) war ein österreichisch-ungarischer Offizier, zuletzt mit dem Charakter eines Feldzeugmeisters. Zudem wurde ihm während seiner militärischen Karriere das Ritterkreuz des Militär-Maria-Theresien-Ritterordens verliehen.

## Leben

### Herkunft
Albert von Treuenschwert war der Sohn des Offiziers und Ritters der Eisernen Krone Ferdinand Knebel, welcher am 5. April 1841 in den erbländisch-österreichischen Adelsstand mit dem Prädikat „von Treuenschwert“ und am 20. November 1850 in den Ritterstand erhoben wurde und diesen Adel folgerichtig auch an seinen Sohn vererbte.

### Laufbahn
Albert von Treuenschwert wurde 1829 im jungen Alter von 12 Jahren an die Theresianische Militärakademie geschickt und dort am 19. Oktober aufgenommen. Nach dem Abschluss der dort stattfindenden Ausbildung wurde er als Fähnrich im „Erzherzog Karl Ferdinand – Infanterie Regiment Nr. 51“ verwendet und am 16. Mai 1842 zum Leutnant befördert.
Er blieb beim „Erzherzog Karl Ferdinand – Infanterie Regiment Nr. 51“ bis er am 20. November 1846 zum Oberleutnant befördert und aufgrund guter Leistungen auf dem Gebiet der Kriegstechnik zum Generalquartiermeisterstab versetzt wurde.

### Auszeichnungen
Aufgrund guter Leistungen wurde er in den Kriegsberichten von Feldmarschall Graf Radetzky mehrmals genannt und am 14. Juli 1849 mit dem Orden der Eisernen Krone III. Klasse, im September 1849 mit dem Ritterkreuz des päpstlichen St. Gregor-Ordens und am 4. Januar 1850 mit dem Militär-Verdienstkreuz ausgezeichnet.
Die wichtigste seiner Auszeichnungen war das Ritterkreuz des Militär-Maria-Theresien-Ritterordens. Aufgrund der fortwährenden Traditionspflege dieses Ordens an der Theresianischen Militärakademie ist er auch wieder im Interesse jüngerer Forschungen.
Das Ritterkreuz erhielt der am 11. Juni 1866 zum Generalmajor ernannte Treuenschwert am 29. August 1866 dafür, dass er als Kommandant der Reserve des X. Korps (FMl. von Gablenz) im Preußisch-Österreichischen Krieg 1866 in der Schlacht bei Trautenau den freien Entschluss (daher ohne Befehl das Kommando gab) fasste, seine Brigade zum Einsatz zu bringen und so die Einnahme von Trautenau durch seine Truppen erreichen konnte.
Am 15. September 1869 übernahm er das Kommando über die 12. Infanterie-Division und am 26. April 1871 wurde er zum Feldmarschallleutnant befördert. Am 22. September 1883 wurde er zum Feldzeugmeister ad honores ernannt und trat 1889 in den Ruhestand.

## Trivia
Der „76er Regimentsmarsch“, welcher bis heute im Österreichischen Bundesheer zu festlichen Anlässen gespielt wird, ist ihm als Regimentsinhaber (Regimentsinhaber seit 1876) gewidmet.